# 阿良的歸白人生
《阿良的歸白人生》，是一部描寫高肇良慈濟師兄與謝舒亞慈濟師姊的真實人生電視劇，由李政穎 、華千涵 、陳博正、吳佳姍等演員領銜主演，於2021年4月23日在大愛電視20:00首播。

## 大愛會客室

### 首播
| 片名       | 頻道       | 播映日期      | 播映時間        |
| 大愛會客室 | 大愛海外台 | 2021年4月23日 | 21:00-21:11播出 |
| 大愛會客室 | 大愛電視台 | 2021年4月23日 | 00:19-00:30播出 |
| 大愛會客室 | 大愛海外台 | 2021年4月23日 | 09:49-10:00播出 |

## 播出時間
以下時間以當地時間（台灣時間）為準

### 電視首播
| 頻道                            | 所在地               | 播映日期                     | 播映時間                  |
| 大愛電視台 （數位頻道同步播出） | 台灣                 | 2021年4月23日－2021年5月26日 | 20:00-20:48播出（無廣告） |
| 大愛海外台                      | 與大愛電視台同步播出 | 2021年4月23日－2021年5月26日 | 20:00-21:00播出（含廣告） |

### 網路首播
| 頻道                 | 備註                 | 播映日期                     | 播映時間                  |
| Yahoo! TV            | 與大愛電視台同步播出 | 2021年4月23日－2021年5月26日 | 20:00-20:48播出（無廣告） |
| YouTube 大愛網路劇場 | 與大愛電視台同步播出 | 2021年4月23日－2021年5月26日 | 20:00-20:48播出（無廣告） |

## 演員陣容

### 主要角色
| 演員   | 角色   | 介紹 |
| 李政穎 | 高肇良 | 謝舒亞的丈夫，水水的父親，高青山、羅秀珍的兒子，高文君、高郅傑的弟弟 年輕時期在藥頭誘惑及逞強下先後吸食安非他命與海洛因等毒品曾經淪於毒海，之後入監服刑，出獄後，下定決心改過自新並且做慈濟的行動，後來與謝舒亞認識後，開始交往，交往了一段時間，也得到舒亞父母的認同後結婚，結婚後開始做反毒宣導活動 |
| 華千涵 | 謝舒亞 | 高肇良的妻子，水水的母親，高文君、高郅傑的弟媳，高青山、羅秀珍的媳婦 原本在慈濟人文真善美志工行列中服務，在陳師姊的邀約安排下，結識了高肇良，藉由Email討論寫作方面問題，對肇良很有好感開始交往，最終與高肇良結婚                                                                                      |
| 陳博正 | 高青山 | 羅秀珍的丈夫，高文君、高郅傑、高肇良的父親，江文言的岳父，謝舒亞的公公 發現肇良常常與混混在一起，時常責打肇良吸毒，肇良和阿勇卻因攜帶毒品被抓，曾對肇良十分失望，最終因病過世，過世前仍對阿良放心不下                                                                                                 |
| 吳佳姍 | 羅秀珍 | 高青山的妻子，高文君、高郅傑、高肇良的母親，江文言的岳母，謝舒亞的婆婆 很早發現就肇良有異狀，但總是選擇相信他。 |
| 丁立祺 | 高郅傑 | 高肇良的哥哥、謝舒亞的大伯 |
| 段可風 | 高文君 | 江文言的妻子，高肇良的姊姊，謝舒亞的大姑。 |
| 林佑星 | 江文言 | 高文君的丈夫、高肇良的姊夫、謝舒亞的大姑夫、高青山、羅秀珍的女婿 |
| 蘇炳憲 | 胡大哥 | 做沙發的老闆 |
| 黃婕菲 | 胡大嫂 | 做沙發的老闆娘 |
| 夏靖庭 | 輝董   | 販賣毒品的人，最終被判無期徒刑，後悔莫及 |
| 林健寰 | 謝父   | 謝舒亞之父、高肇良的岳父 |
| 楊凱琪 | 謝母   | 謝舒亞之母、高肇良的岳母 |
| 謝瓊煖 | 洪月琴 | 假釋出獄的更生人，不敢接出人群 |
| 林文鈞 | 詹大為 | 慈濟人，宣導拒絕毒品 |
| 賴芊合 | 王麗真 | 慈濟人，宣導拒絕毒品 |
| 呂俍慧 | 陳秀鳳 | 慈濟人，宣導拒絕毒品 |

### 次要角色
| 演員   | 角色           | 介紹                                                   |
| 蔡瑞澤 | 高肇良（少年） |                                                        |
| 蔡祥   | 高文君（少女） |                                                        |
| 王岳豐 | 高忠信         | 高肇良的弟弟                                           |
| 陳聖昌 | 少年高忠信     |                                                        |
| 陳怡安 | 四川仔         | 高肇良的朋友，吸毒者                                   |
| 宋昱德 | 少年四川仔     | 高肇良之友，吸毒者                                     |
| 何智仁 | 阿勇           | 高肇良之友，吸毒者                                     |
| 王威   | 阿生           |                                                        |
| 劉尚恩 | 阿坤           |                                                        |
| 謝宜真 | 大伯母         |                                                        |
| 黃鉅元 | 凃侑良         |                                                        |
| 鄒守宏 | 阿冬           | 吸毒犯，高肇良的朋友，最終因與他人共用針頭而染上愛滋病 |
| 方翔   | 阿貴           |                                                        |
| 鄭瑞旭 | 阿勇媽         |                                                        |
| 譚慶普 | 四川爸         |                                                        |
| 傅絹   | 四川媽         |                                                        |
| 叫賣哥 | 豆花           |                                                        |
| 江水樹 | 裝瞎老人       |                                                        |
| 吳弘傑 | 回收場老闆     |                                                        |
| 李國禎 | 吳景文         |                                                        |
| 劉濟民 | 阿榮兄         |                                                        |
| 蔡旻翰 | 打版師傅       |                                                        |

### 其他角色
| 演員     | 角色       | 介紹                                                                                                   |
| 謝美伊   | 蕭麗華師姊 | |
| 林景立   | 陳師兄     | |
| 李得全   | 張師兄     | |
| 高婕涵   | 劉昭師姊   | |
| 周孝虹   | 陳美純師姊 | |
| 林明義   | 高惟碤師兄 | |
| 李佩婕   | 紀淑媛師姊 | |
| 吳美華   | 洪美香師姊 | |
| 黃碧蓮   | 黃碧蓮師姊 | |
| 高麗虹   | 秀娥師姊   | |
| 陳永輝   | 老塞ㄟ     | |
| 高玉霖   | 賓仔       | |
| 江冠宏   | 阿德仔     | |
| 謝松武   | 1584       | |
| 沈志偉   | 阿彪       | |
| 張晉祥   | 劉仔       | |
| 張簡義忠 | 林大仔     | 高肇良獄間的獄友                                                                                       |
| 邱明勳   | 許老闆     | |
| 陳玉婷   | 老闆娘     | |
| 陳如倪   | 水水       | 高肇良、謝舒亞的女兒                                                                                   |
| 尤勝鋒   | 徐治平     | |
| 杜智傑   | 陳明中     | |
| 董季鑫   | 高嘉明     | 吸毒犯，最終吸過多毒而身亡                                                                             |
| 陳素珍   | 高母       | 高嘉明的母親                                                                                           |
| 高允漢   | 卓義亮     | |
| 李竹琴   | 卓母       | |
| 林奕妘   | 麗麗       | |
| 陳建凱   | 鳳山仔     | 曾經是一個吸毒犯，出獄後，找高肇良，在高肇良的安排下，找到一個適合的工作，最後一邊工作，一邊做慈濟志工 |
| 王道南   | 教誨師     | 勸導吸毒犯別在回頭的人，也是高肇良的貴人                                                               |
| 戴志龍   | 徐父       | |
| 鄭元芳   | 徐母       | |
| 方英海   | 王敬和     | |
| 陳思樺   | 王玉芬     | |
| 王詩庭   | 少女王玉芬 | |
| 陳羽翔   | 少年王宇誠 | |
| 黃秀媚   | 洪月女     | |
| 藍一萍   | 楊母       | |
| 林紹謙   | 楊志偉     | 偷竊犯                                                                                                 |
| 王鴻道   | 警察隊長   | |
| 盧子文   | 2381       | |

### 客串角色
| 演員 | 角色       | 介紹                                         |
| 伊正 | 蔡天勝師兄 | 慈濟師兄，帶領高肇良進入慈濟的重要貴人之一。 |
| 李璇 |            | 輝董的母親                                   |

## 電視劇歌曲
| 曲別   | 歌名     | 演唱者   | 作詞   | 作曲   | 編曲   | 製作人 | 合聲   |
| 片頭曲 | 藥不要   | 浩角翔起 | 吳嘉祥 | 吳嘉祥 | 吳嘉祥 | 吳嘉祥 |        |
| 片尾曲 | 最後一次 | 賴銘偉   | 阿Q    | 史卡非 | 史卡非 | 蔡尚文 | 謝凌君 |

## 獎項紀錄
| 年份   | 頒獎典禮           | 獎項名稱     | 入圍者 | 結果 |
| 2021年 | 第26屆亞洲電視大獎 | 最佳男主角獎 | 李政穎 | 提名 |

## 外部連結
- 阿良的歸白人生 官方網站 （页面存档备份，存于）－大愛劇場
- 大愛劇場的Facebook專頁
- 《阿良的歸白人生 （页面存档备份，存于）》-YAHOO! TV （页面存档备份，存于） 線上看

| 中華民國 大愛電視 每週一至週五 20:00 - 20:48    | 中華民國 大愛電視 每週一至週五 20:00 - 20:48    | 中華民國 大愛電視 每週一至週五 20:00 - 20:48 |
| ----------------------------------------------- | ----------------------------------------------- | -------------------------------------------- |
|                                                 | 阿良的歸白人生 （2021年4月23日－2021年5月26日） |                                              |
| 飄洋過海來愛你 （2021年4月23日－2021年5月26日） | 觀音對我笑 （2021年5月31日－2021年7月2日）      |                                              |